# 民間軍事会社が登場する作品の一覧
民間軍事会社が登場する作品の一覧（みんかんぐんじがいしゃがとうじょうするさくひんのいちらん）は、作中に民間軍事会社（PMC）が登場する作品の一覧である。
フィクションの作品の場合、現実の民間軍事会社を大きく超えた軍事力や権限を持った組織として登場することが多い。

## 映画
『13時間 ベンガジの秘密の兵士』
民間軍事請負業者のチーム「G.R.S.」（グローバル・レスポンス・スタッフ）が登場し、リビアの米国領事館へ大使を救出に向かう。
『アバター』
SecOpsと呼ばれる民間軍事会社が登場する。
『シャドウ・カンパニー』
戦争を変えた民間軍事会社 - 民間軍事会社に関するドキュメンタリー映画。ブラックウォーターUSA社やエグゼクティブ・アウトカムズ社などが登場する。
『第9地区』
宇宙人居住区を管理する民間軍事会社が登場する。
『ハート・ロッカー』
民間軍事会社のオペレーター達が脇役として登場し、レイフ・ファインズがその指揮官を演じる。
『ブラッド・ダイヤモンド』
実在した民間軍事会社であるエグゼクティブ・アウトカムズ社が登場する。
『プルーフ・オブ・ライフ』
主人公、テリー・ソーンが誘拐保険に基づき、民間軍事企業の業務である「誘拐人質解放交渉サービス」を行う。
『ルート・アイリッシュ』
元民間兵の主人公が、戦地で死亡した親友の死の真相を暴く。
『レッド・サイレン』
反ファシストに協力する傭兵集団「自由の鐘」の構成員が主人公。
『特攻野郎Aチーム THE MOVIE』 The A-Team（2010年）
ブラックフォレスト社。イラクで活動する。
『エンド・オブ・ステイツ』 Angel Has Fallen（2019年）
サリエント社。大統領暗殺未遂事件に端を発する陰謀を画策する。

## ドラマ
『24 -TWENTY FOUR-』
シーズン7に架空の民間軍事会社であるスタークウッド社が登場する。
『外事警察』
架空の民間軍事会社であるスペード社が登場する。
『VIVANT』
テントがバルカ共和国で経営する民間軍事会社「PMSC Y2K（Private Military & Security Company Y2K）」が登場する。
このY2Kがバルカ共和国の軍事力の約7割を担っている。（バルカ共和国もY2Kも架空）

## アニメ
『エウレカセブンAO』
主人公が入社・所属している、ゲスカブコーラルやシークレットの脅威に対処する"ハイパーレスキュー"として組織された民間企業"ゲネラシオン・ブル社"が作中で民間軍事会社として描かれている。
『タクティカルロア』
護衛艦「パスカルメイジ」を保有する、事実上のＰＭＣである"haru-nico警備保障"が登場する。
『ガンダムシリーズ』
『機動戦士ガンダム00』
主人公たちの武力介入の対象として、PMCを主体とする軍需産業が盛んなモラリア共和国が登場する。
『機動戦士ガンダム 鉄血のオルフェンズ』
主人公たちが属するCGS（クリュセ・ガード・セキュリティ）およびそれを乗っ取って立ち上げた、鉄華団（てっかだん）が民間軍事会社として描かれている。
『マクロスシリーズ』
『マクロスF』
主人公たちが所属するS.M.Sという民間軍事プロバイダーが登場する。
『マクロスΔ』
主人公たちが所属するケイオスという軍事・芸能などを複合して行う会社が民間軍事会社として描かれている。
『OBSOLETE』
エクゾフレームが世界中のテロリストや紛争地域に普及する中でザンクトガレン協定批准国が導入を禁じており、それらを使ったテロなどに対応するために同様にエクゾフレームを配備した民間軍事会社サーベラス社が登場する。
『Engage Kiss』
いくつかの民間軍事会社が登場する。対悪魔討伐任務を展開している。

## 漫画
『EDEN 〜It's an Endless World!〜』
国際的統治機構が支配する未来世界で、反体制国家や組織を支援する「ノマド」という傭兵組織が登場する。
『HELLSING』
ビップ・ベルナドットが傭兵集団「ワイルドギース」の隊長をしており、作中でミレニアムと交戦している。
『秋津』
裏カジノやバーを仕切っている主人公の青年ヤクザが、死体処理をした帰りに所属していた組（中堅暴力団・徳田会）を襲撃して追われてきたある民間軍事会社の元兵士と出くわす。
『代紋TAKE2』
最終章に民間軍事会社所属の傭兵が登場し、東京タワーや首都高速道路を爆破して倒壊させ、警視庁の警察官や機動隊を虐殺。治安出動した陸上自衛隊と交戦の上、隊員を多数殺傷。更に刑務所を襲撃して囚人を脱走させ、東京を大混乱に陥れる。
『機動戦士ガンダムSEED FRAME ASTRAYS』
作中に登場するザフト軍地上部隊の指揮官レオンズ・グレイブスは、民間軍事会社から出向してきたと設定されている。
『紅』
主人公が民間軍事会社に所属している。
『砂の薔薇』
主人公が半軍半民の対テロ部隊という、民間軍事会社に近い形態の組織に所属。
『パイナップルARMY』
主人公は民間軍事会社に所属している戦闘インストラクター。
『ブラック・ラグーン』
第0話（連載確定前の読切作品）で、E・O（エクストラ・オーダー）社というPMCが登場する（実在の民間軍事会社とは正式名称が違うため、まったくの別物である）。
『ヨルムンガンド』
武器商人の主人公が、自身の警護を行う民間軍事会社を組織している。その他、複数の民間軍事会社が登場する。

『マージナル・オペレーション』
軍隊経験のない民間人を、コンピュータを使ったゲーム的な遠隔管制を行う戦術オペレータ「オペレーター・オペレーター（OO）」という架空の職種で雇用する民間軍事会社が登場する。

## 小説
『GENEZ』
主人公は、実態は民間軍事会社である学校の学生。
『男たちの伝説』
ベトナム戦争退役兵が民間軍事会社を設立する。
『虐殺器官』
ユージーン&クルップス社なる民間軍事会社が登場する。
『スカイ・クロラ』
主人公が「戦争法人」と呼ばれる大規模な民間軍事会社に所属する戦闘機パイロット。
『"デス・フォース"シリーズ』
元SAS隊員が設立した民間軍事会社の特別チームに主人公が所属している。
『羽月莉音の帝国』
「ブラックフォースワン」という民間軍事会社が登場する。
『不屈の弾道』
民間軍事会社「ゲイツ・グローバル」が登場する。同社は警備チームだけではなく、特殊部隊出身者によって結成された2人組の裏工作チーム「シャーク・チーム」も多数保有している。
『フルメタル・パニック! アナザー』
ダーナ・オシー・ミリタリー・サービス（D.O.M.S.）という民間軍事会社が登場。アグレッサーを主な業務としている。
『ブラック・ブレット』
ウイルス性寄生生物ガストレアと戦う民間警備会社、通称「民警」が登場。相次ぐガストレア事件に増加する警察の被害を抑えるために制度化された。業務内容は警察と協力したガストレアの駆除だが、民警ライセンスによって軍用火器を装備可能で、大規模戦時には自衛隊に協力することもある。
『ヘヴィーオブジェクト』
世界を支配する4大勢力の1つ「資本企業」は軍事力が完全に民営化(作中ではPMC化と表記)されており、1機50億ドルの巨大兵器オブジェクトを多数運用する等、他勢力の正規軍に匹敵する軍備を備える。個々のPMCとしてはサブ主人公のマリーディ・ホワイトウィッチが所属する航空PMC「SKY BLUE.inc」などが登場。
『マージナル・オペレーション』
軍隊経験のない民間人を、コンピュータを使ったゲーム的な遠隔管制を行う戦術オペレータ「オペレーター・オペレーター（OO）」という架空の職種で雇用する民間軍事会社が登場する。
『蜂田迅シリーズ』
元特殊部隊退役兵を集めた民間軍事会社が登場する。
『三人の外人部隊兵』
フランス外人部隊退役兵が民間軍事会社を設立する。
『老後に備えて異世界で8万枚の金貨を貯めます』
「ウルフファング」という民間軍事会社が登場する。
『とある魔術の禁書目録の用語』
「トライデント」という民間軍事会社が登場する。

## ゲーム
『ARMA 2:PMC』
公式アドオンにて、架空の民間軍事会社であるION,Inc.社が登場。元イギリス陸軍軍曹である主人公が所属している。架空の企業でありながら、実際の公式ホームページが存在する。
『Just Cause』
『Just Cause 2』
『ジャストコーズ3』
上記3作品に民間軍事会社「ブラック・ハンド」が登場する。社名の通り、隊員たちは全身黒の戦闘服を着用している。
『MASSIVE ACTION GAME』
3つの民間軍事会社に所属して戦う最大256人のオンライン対戦FPS。
『SOCOM: U.S. Navy SEALs Portable』
架空の民間軍事会社であるタロン・インターナショナル社が登場。SEALsに情報提供をしたり、ヘリコプターの手配やあらかじめ武器を用意しておいたりと裏で活躍する。リーダーは元SEALs隊員。
『アーミー オブ ツー』
民間軍事会社所属の傭兵コンビを描いた、サードパーソン・シューティングゲーム。
『あんさんぶるスターズ!』
作中に登場するアイドル、姫宮桃李の実家である姫宮家は民間軍事会社を経営している。同じくアイドルである伏見弓弦と七種茨は、幼少期をその民間軍事会社で過ごしている。伏見家は代々姫宮家に仕える使用人の一族であり、伏見弓弦は護衛の技術を身に着けるために、民間軍事会社に強制的に入れられていた。七種茨は孤児院のような場所を追い出された後に民間軍事会社に所属しており、銃の組み立てや地雷処理などの仕事に従事していた。
『エースコンバットシリーズ』
『エースコンバット3』
超巨大化した2つの多国籍企業「ゼネラルリソース」「ニューコム」が、自社を守るための私的な戦闘部隊「GRDF（ゼネラルリソース防衛機構）」「NEU（ニューコム・エマージェンシー・ユニット）」をそれぞれ組織して対立している。
『エースコンバットX2』
プレイヤーは架空の民間軍事会社である「マーティネズ・セキュリティー社」に所属する。
『エースコンバット∞』
プレイヤーは架空の民間軍事会社である「アローズ・エア・ディフェンス・アンド・セキュリティ社」に所属する。
『エースコンバット7』
公式コラム及びDLC『SP MISSIONS』において、ゼネラルリソースグループの民間軍事会社「GRガーディアン・マーセナリーズ（GRGM）」が登場。元々海賊対策として自社船舶の護衛を目的に2012年に設立され、2014年時点では同資本系列グループの造船会社が建造した警備艇を運用していた。その後も装備拡充を続け、2019年に起きた第二次大陸戦争（灯台戦争）時点では「ミミック隊」など独自の航空戦力を有するまでになっている。
『ゴーストリコンシリーズ』
『ゴーストリコン フューチャーソルジャー』
南アフリカ人で構成された民間軍事会社「ウォッチゲート・セキュリティ」が石油会社に雇用されており、ナイジェリアの油田開発のために無理矢理街を壊して住民を追い払い、時には射殺する悪役として登場する。
『ゴーストリコン ワイルドランズ』
DLC「フォールン・ゴースト」にて登場する民間軍事会社「ロス・エクストランヘロス」がボリビア政府に雇用され、ラテンアメリカ中から集まった犯罪者や傭兵を登用して、ボリビアの政府軍である「ユニダッド」を支援しながら、民間人の虐殺や麻薬取引といった非合法活動を行う。
『コール オブ デューティシリーズ』
『CoD:BO2』
キャンペーンモードおよびマルチプレイにてコルディス・ダイに雇われた民間軍事会社「Mercs」が登場する。コルディス・ダイの実働部隊として機能している。
『CoD:AW』
世界最大規模の民間軍事企業「アトラス社」が登場。戦うことだけでなく、世界各地のインフラ整備も進めている。
『CoD:MW2』
キャンペーンにてシェパード将軍の実質的な私兵部隊「シャドウ・カンパニー」が登場する。武器兵器類はアメリカ軍にも劣らない。
『CoD:MW』
民間軍事会社としてリブート以前のシリーズに登場した「シャドウ・カンパニー」が登場する。
『CoD:MWⅡ』
前作同様に「シャドウ・カンパニー」が登場する。キャンペーンではタスクフォース141やメキシコ特殊部隊と共に麻薬カルテルのラス・アルマス・カルテルを相手に戦う。
『サイレントスコープ』
SANの民間軍事企業「アイアース社」に所属する狙撃手のジン・アークライト、観測手のレイラ・ハギツキが登場。
『出撃!! 乙女たちの戦場2〜天翔ける衝撃の絆〜』
プレイヤーは架空の民間軍事会社である「SAGE社」に所属する。
『ストライクコマンダー』
退役軍人が設立した傭兵部隊（主人公が所属する（後に指揮することになる）部隊もその1つ）や大企業の私設軍隊が多数登場。
『スプリンターセルシリーズ』
『スプリンターセル パンドラトゥモロー』
民間軍事会社の最高責任者、ダグラス・シェットランドが登場する。
『スプリンターセル コンヴィクション』
架空の民間軍事会社である「ブラック・アロー社」が登場。
『トムクランシーズ H.A.W.X.』
架空の民間軍事会社である「アルテミス・グローバルセキュリティ社」が登場。陸海空すべての戦力を有する大規模な企業である。利益重視の会社で、NATOの下で制限された業務を行うよりも、より主導を取れる反政府組織と手を結ぶ。所属していた元アメリカ空軍パイロットである主人公達の飛行隊はそのやり方に賛同せず、空軍に復帰してアルテミスと対立した。
『マーセナリーズシリーズ』
民間軍事会社に雇われた傭兵が主人公。
『メタルギアシリーズ』
『MGS4』
作品内においていくつかの民間軍事会社が登場する。「短所」の項目に記載された一部の問題（運用不安定性と忠誠心の欠如）を「SOP」と呼ばれるシステムで解決している。
『MGR』
『MGS4』より後の時代、主人公の雷電が所属する「マヴェリック・セキュリティ・コンサルティング」と、敵方の「デスペラード・エンフォースメント」が登場する。マヴェリック社は主に警備業務や各国軍に対する教育などに業務を限定する一方、デスペラード社は地域紛争への介入の他、麻薬取引、人身売買など様々な非合法活動にも手を染めている。
『MGSPW』
主人公、ネイキッド・スネークが司令官を務める「国境なき軍隊」（軍事に関するあらゆる事を請け負う組織）がPMCに相当する。
『MGSV』
主人公の所属するダイヤモンド･ドックズはプライベート･フォース（PF）にあたり、民間軍事会社に近い存在と言える。ダイヤモンド･ドックズのほかにもアフリカを中心に展開するCFA、ローグ･コヨーテ、ゼロ･リスク･セキュリティが登場する。
『バイオハザード7』
アンブレラ社倒産から3年、バイオ7で新たに生まれ変わった新生アンブレラとして登場し、旧アンブレラの負の遺産の根絶、バイオテロの撲滅が目的であり、総指令官はクリス・レッドフィールドでありこの新生アンブレラの事を信用していない。またファンからは、青アンブレラと呼ばれたりしてる。またDLCでクリスが主人公であり、ルーカスの逮捕を目的に廃坑へ行く。
『グランド・セフト・オートV』
様々な国の戦争で暗躍し、最近になって本土での活動が許可された民間軍事会社「メリーウェザー・セキュリティ」が登場。アメリカの石油利権のために活動している。元ネイビー・シールズのドン・パーシバルによって設立され、劇中では株主の富豪であるデビン・ウェストンが私設軍隊にしている。
『Engage Kill』
いくつかの民間軍事会社が登場する。悪魔討伐を展開している。